# پل مرسون
پل مرسون (به انگلیسی: Paul Merson) زادهٔ ۲۰ مارس ۱۹۶۸ بازیکن فوتبالاهل انگلستان بود که سابقهٔ بازی در تیم ملی فوتبال انگلستان را در کارنامهٔ خود دارد. وی در تاریخ ۱۱ سپتامبر ۱۹۹۱ نخستین بازی ملی خود را در مقابل تیم ملی فوتبال آلمان انجام داد و با حضور در ۲۱ بازی ملی، در تاریخ ۱۸ نوامبر ۱۹۹۸ واپسین بازی ملی‌اش را در برابر تیم ملی فوتبال جمهوری چک برگزار کرد.
این بازیکن توانسته در بازی‌های ملی، ۳ گل به ثمر برساند.